# Предай нататък (филм)
„Предай нататък“ е американски филм (драма) от 2000 г., режисиран от Мими Ледер. Филмът е базиран свободно на едноименния роман на Катрин Райън Хайд. Разположен е в Лас Вегас и отразява стартирането от 11-годишния Тревър Маккини на движението за добра воля, известно като „предай нататък“. В него участват Хейли Джоуел Осмънт като Тревър, Хелън Хънт като самотната му майка алкохоличка Арлин Маккини, а Кевин Спейси като неговия физически и емоционално белязан учител по социални изследвания Юджийн Симонет.
Филмът излиза на 20 октомври 2000 г. със смесени отзиви и печели 55 милиона долара по целия свят.

## Боксофис
Филмът стартира на 4-то място в северноамериканския боксофис, като печели $9 631 359 в първия си уикенд, след „Помни титаните“, „Шеметна сделка“ и „Meet the Parents“.

## Критика
На Rotten Tomatoes филмът има оценка на одобрение от 39% въз основа на 130 отзива, със средна оценка 5,04 / 10. Консенсусът гласи: „Предай нататък има силни изпълнения на Спейси, Хът и Осмент, но самият филм е твърде емоционално манипулативен и финалът е лош.“
Роджър Еберт от „Chicago Sun-Times“ дава на филма 2,5 звезди от възможните 4, заявявайки: „С по-изчистена сюжетна линия, основната идея можеше да бъде свободно предадена. В действителност получаваме по-добър филм, отколкото бихме могли да имаме, защото представянията са толкова добри: Спейси като уязвим и ранен мъж, Хънт като жена, не по-малко ранена по свой собствен начин, и Осмент, за пореден път се доказва като равен на възрастните актьори в сложността и дълбочината на изпълнението си. Вярвах в тях и се грижех за тях. Иска ми се филмът да беше излязъл от пътя им.“
Лиза Шварцбаум от „Entertainment Weekly“ му дава оценка „D“ (еквивалент на „среден“), наричайки го „осъдителен“ заради използването на „безсрамни клишета от емоционални и физически щети“ и след това „изнудване на публиката да се присъедини към „движението“ да бъдем добри, като прозрачна поръчка за номинация за Оскар“.